# Lianhu (sockenhuvudort i Kina, Jiangxi Sheng, lat 29,00, long 116,54)
Lianhu är en sockenhuvudort i Kina. Den ligger i provinsen Jiangxi, i den sydöstra delen av landet, omkring 73 kilometer nordost om provinshuvudstaden Nanchang. Antalet invånare är 58 941. Befolkningen består av 28 562 kvinnor och 30 379 män. Barn under 15 år utgör 30 %, vuxna 15-64 år 61 %, och äldre över 65 år 7,0 %.
Runt Lianhu är det tätbefolkat, med 442 invånare per kvadratkilometer. Närmaste större samhälle är Poyang, 12,2 km öster om Lianhu. Trakten runt Lianhu består till största delen av jordbruksmark.
Genomsnittlig årsnederbörd är 2 308 millimeter. Den regnigaste månaden är juni, med i genomsnitt 395 mm nederbörd, och den torraste är oktober, med 33 mm nederbörd.